# 2MASS J02243670+2537042
2MASS J02243670+2537042 ist ein Brauner Zwerg im Sternbild Widder. Er wurde 2000 von J. Davy Kirkpatrick et al. entdeckt und gehört der Spektralklasse L2 an.